# Collegio elettorale di Lanciano (Senato della Repubblica)
Il collegio di Lanciano fu un collegio elettorale uninominale della Repubblica Italiana appartenente alla Circoscrizione Abruzzo; fu utilizzato per eleggere un senatore della Repubblica dalla XII alla XIV legislatura.

## Storia
Nel 1993, con la cosiddetta Legge Mattarella (Legge n. 276, Norme per l'elezione del Senato della Repubblica), attuata in seguito al referendum abrogativo del 1993, venne istituito per la Camera e per il Senato un sistema di elezione misto, in parte maggioritario e in parte proporzionale. Il 75% dei parlamentari dell'assemblea veniva eletto in collegi uninominali tramite sistema maggioritario a turno unico; il restante 25% al Senato veniva eletto tramite recupero proporzionale dei più votati non eletti attraverso un meccanismo di calcolo denominato "scorporo", cioè sottraendo dal conteggio dei voti totali di una lista nella parte proporzionale i voti ottenuti dai candidati collegati alla medesima lista che erano eletti nei collegi uninominali con il sistema maggioritario.
Il collegio venne abolito insieme a tutti gli altri che costituivano il Senato con la promulgazione della legge elettorale successiva, la cosiddetta Legge Calderoli. Questa prevedeva un sistema proporzionale con premio di maggioranza, che al Senato veniva attribuito a livello regionale.

## Territorio
Il collegio di Lanciano era uno dei 5 collegi uninominali in cui era suddiviso l'Abruzzo e, come previsto dal D.Lgs. del 20 dicembre 1993 n. 535, era interamente compreso nella provincia di Chieti e comprendeva i seguenti comuni: Altino, Archi, Arielli, Atessa, Bomba, Borrello, Canosa Sannita, Carpineto Sinello, Carunchio, Casalanguida, Casalbordino, Casoli, Castel Frentano, Castelguidone, Castiglione Messer Marino, Celenza sul Trigno, Civitaluparella, Civitella Messer Raimondo, Colledimacine, Colledimezzo, Crecchio, Cupello, Dogliola, Fallo, Fara San Martino, Fossacesia, Fraine, Fresagrandinaria, Frisa, Furci, Gamberale, Gessopalena, Gissi, Giuliano Teatino, Guilmi, Lama dei Peligni, Lanciano, Lentella, Lettopalena, Liscia, Montazzoli, Montebello sul Sangro, Monteferrante, Montelapiano, Montenerodomo, Monteodorisio, Mozzagrogna, Ortona, Paglieta, Palena, Palmoli, Palombaro, Pennadomo, Pennapiedimonte, Perano, Pietraferrazzana, Pizzoferrato, Poggiofiorito, Pollutri, Quadri, Rocca San Giovanni, Roccascalegna, Roccaspinalveti, Roio del Sangro, Rosello, San Buono, San Giovanni Lipioni, San Salvo, San Vito Chietino, Sant'Eusanio del Sangro, Santa Maria Imbaro, Scerni, Schiavi di Abruzzo, Taranta Peligna, Tollo, Torino di Sangro, Tornareccio, Torrebruna, Torricella Peligna, Treglio, Tufillo, Vasto, Villa Santa Maria e Villalfonsina.

## Eletti
| Elezione | Elezione | Senatore         | Partito            |
| -------- | -------- | ---------------- | ------------------ |
|          | 1994     | Angelo Staniscia | Progressisti (PDS) |
|          | 1996     | Angelo Staniscia | L'Ulivo (PDS/DS)   |
|          | 2001     | Tommaso Coletti  | L'Ulivo (PPI/DL)   |

## Dati elettorali

### XII legislatura
|                               | Angelo Staniscia ✔️ Eletto        | Progressisti       | 53 367  | 37,03 |  |  |  |  |  |
|                               | Maria Vevante Scioletti ✔️ Eletta | Alleanza Nazionale | 36 220  | 25,13 |  |  |  |  |  |
|                               | Icilio Sideri                     | Patto per l'Italia | 27 647  | 19,19 |  |  |  |  |  |
|                               | Caterina Candia Bellian           | FI-CCD             | 26 869  | 18,65 |  |  |  |  |  |
| Totale                        | Totale                            | Totale             | 144 103 | 100   |  |  |  |  |  |
|                               |                                   |                    |         |       |  |  |  |  |  |
| Voti non validi               | Voti non validi                   | Voti non validi    | 14 113  | 8,92  |  |  |  |  |  |
| Votanti                       | Votanti                           | Votanti            | 158 216 | 77,35 |  |  |  |  |  |
| Elettori                      | Elettori                          | Elettori           | 204 546 |       |  |  |  |  |  |
|                               |                                   |                    |         |       |  |  |  |  |  |
| Data: 27 marzo 1994           |                                   |                    |         |       |  |  |  |  |  |
| Fonte: Ministero dell'interno |                                   |                    |         |       |  |  |  |  |  |

### XIII legislatura
|                               | Angelo Staniscia ✔️ Eletto | L'Ulivo                            | 69 676  | 49,91 |  |  |  |  |  |
|                               | Claudio Angelini           | Polo per le Libertà                | 60 749  | 43,52 |  |  |  |  |  |
|                               | Tommaso Di Nardo           | Movimento Sociale Fiamma Tricolore | 9 177   | 6,57  |  |  |  |  |  |
| Totale                        | Totale                     | Totale                             | 139 602 | 100   |  |  |  |  |  |
|                               |                            |                                    |         |       |  |  |  |  |  |
| Voti non validi               | Voti non validi            | Voti non validi                    | 15 283  | 9,87  |  |  |  |  |  |
| Votanti                       | Votanti                    | Votanti                            | 154 885 | 73,84 |  |  |  |  |  |
| Elettori                      | Elettori                   | Elettori                           | 209 767 |       |  |  |  |  |  |
|                               |                            |                                    |         |       |  |  |  |  |  |
| Data: 21 aprile 1996          |                            |                                    |         |       |  |  |  |  |  |
| Fonte: Ministero dell'interno |                            |                                    |         |       |  |  |  |  |  |

### XIV legislatura
|                               | Tommaso Coletti ✔️ Eletto | L'Ulivo                              | 61 513  | 42,45 |  |  |  |  |  |
|                               | Nicola Fosco              | Casa delle Libertà                   | 58 687  | 40,50 |  |  |  |  |  |
|                               | Vittorio Di Capua         | Lista Di Pietro                      | 9 309   | 6,42  |  |  |  |  |  |
|                               | Sante Nelio Petrocelli    | Partito della Rifondazione Comunista | 6 853   | 4,73  |  |  |  |  |  |
|                               | Pietro Verì               | Democrazia Europea                   | 3 644   | 2,51  |  |  |  |  |  |
|                               | Antonio Demenego          | Fronte Nazionale                     | 3 008   | 2,08  |  |  |  |  |  |
|                               | Umberto Prosini           | Lista Pannella-Bonino                | 1 879   | 1,30  |  |  |  |  |  |
| Totale                        | Totale                    | Totale                               | 144 893 | 100   |  |  |  |  |  |
|                               |                           |                                      |         |       |  |  |  |  |  |
| Voti non validi               | Voti non validi           | Voti non validi                      | 15 082  | 9,43  |  |  |  |  |  |
| Votanti                       | Votanti                   | Votanti                              | 159 975 | 74,36 |  |  |  |  |  |
| Elettori                      | Elettori                  | Elettori                             | 215 137 |       |  |  |  |  |  |
|                               |                           |                                      |         |       |  |  |  |  |  |
| Data: 13 maggio 2001          |                           |                                      |         |       |  |  |  |  |  |
| Fonte: Ministero dell'interno |                           |                                      |         |       |  |  |  |  |  |